# Shericka Jackson
Shericka Jackson (Saint Ann's Bay, 16 de julio de 1994) es una deportista jamaicana que compite en atletismo, especialista en las carreras de velocidad; campeona olímpica y cuatro veces campeona mundial.
Participó en tres Juegos Olímpicos de Verano, entre los años 2016 y 2024, obteniendo en total cinco medallas, dos en Río de Janeiro 2016, plata en 4 × 400 m y bronce en 400 m, y tres en Tokio 2020, oro en 4 × 100 m y bronce en 100 m y 4 × 400 m.
Ganó once medallas en el Campeonato Mundial de Atletismo entre los años 2015 y 2023, y una medalla de bronce en los Relevos Mundiales 2025.

## Palmarés internacional
| Juegos Olímpicos   | Juegos Olímpicos        | Juegos Olímpicos  | Juegos Olímpicos |
| Año                | Lugar                   | Medalla           | Prueba           |
| ------------------ | ----------------------- | ----------------- | ---------------- |
| 2016               | Río de Janeiro (Brasil) | Medalla de plata  | 4 × 400 m        |
| 2016               | Río de Janeiro (Brasil) | Medalla de bronce | 400 m            |
| 2020               | Tokio (Japón)           | Medalla de oro    | 4 × 100 m        |
| 2020               | Tokio (Japón)           | Medalla de bronce | 100 m            |
| 2020               | Tokio (Japón)           | Medalla de bronce | 4 × 400 m        |
| Campeonato Mundial |                         |                   |                  |
| Año                | Lugar                   | Medalla           | Prueba           |
| 2015               | Pekín (China)           | Medalla de oro    | 4 × 400 m        |
| 2015               | Pekín (China)           | Medalla de bronce | 400 m            |
| 2019               | Doha (Catar)            | Medalla de oro    | 4 × 100 m        |
| 2019               | Doha (Catar)            | Medalla de bronce | 400 m            |
| 2019               | Doha (Catar)            | Medalla de bronce | 4 × 400 m        |
| 2022               | Eugene (Estados Unidos) | Medalla de oro    | 200 m            |
| 2022               | Eugene (Estados Unidos) | Medalla de plata  | 100 m            |
| 2022               | Eugene (Estados Unidos) | Medalla de plata  | 4 × 100 m        |
| 2023               | Budapest (Hungría)      | Medalla de oro    | 200 m            |
| 2023               | Budapest (Hungría)      | Medalla de plata  | 100 m            |
| 2023               | Budapest (Hungría)      | Medalla de plata  | 4 × 100 m        |
| Relevos Mundiales  |                         |                   |                  |
| Año                | Lugar                   | Medalla           | Prueba           |
| 2025               | Cantón (China)          | Medalla de bronce | 4 × 100 m        |